# Nae sarang ssagaji
Nae sarang ssagaji (내 사랑 싸가지?), conosciuto anche con il titolo internazionale in inglese 100 Days with Mr. Arrogant, è un film del 2004 scritto e diretto da Shin Jai-ho.

## Trama
Dopo essere stata lasciata dal fidanzato poco prima della festa per i loro cento giorni insieme, Ha-Yeong infuriata tira un calcio a una lattina; essa colpisce tuttavia Hyung-Jung, facendogli perdere il controllo della costosa macchina che stava guidando. Non avendo i soldi per ripagare i danni, la giovane è costretta a firmare una specie di «accordo di sottomissione», consistente nel passare «cento giorni con l'arrogante» e svolgendo per lui numerose mansioni e servizi.

## Distribuzione
In Corea del Sud, la pellicola è stata distribuita a partire dal 16 gennaio 2004 da Cinema Service.